# Atletik under sommer-OL 2020 - 4×400 meter stafetløb (mixed)
Det mixed 4 × 400 meter stafetarrangement ved sommer-OL 2020 fandt sted den 30. og 31. juli 2021 på Japan National Stadium. Det var den første af sin art inden for atletik, og mixed stafet blev tilføjet inden for andre sportsgrene for at forbedre ligestillingen mellem kønnene. Der var 16 konkurrerende stafethold, hvor hvert hold havde 4 medlemmer (2 mænd og 2 kvinder).

## Program
Alle tider er Japansk Standard Tid (UTC+9)
Mixed 4 × 400 meter stafet fandt sted over to dage.
| Dato                 | Tid   | Runde   |
| -------------------- | ----- | ------- |
| Fredag 30. juli 2021 | 20:00 | Runde 1 |
| Lørdag 31. juli 2021 | 21:35 | Finale  |

## Resultater

### Heats

#### Heat 1
| Placering | Bane | Nation                    | Deltagere                                                                                    | Reaktion | Tid     | Noter |
| --------- | ---- | ------------------------- | -------------------------------------------------------------------------------------------- | -------- | ------- | ----- |
| 1         | 3    | USA                       | Elija Godwin, Lynna Irby, Taylor Manson, Bryce Deadmon                                       | 0.182    | 3:11.39 | Q, SB |
| 2         | 7    | Den Dominikanske Republik | Lidio Andrés Feliz, Marileidy Paulino, Anabel Medina, Luguelín Santos                        | 0.253    | 3:12.74 | Q, NR |
| 3         | 2    | Belgien                   | Alexander Doom, Imke Vervaet, Camille Laus, Jonathan Borlée                                  | 0.177    | 3:12.75 | Q, NR |
| 4         | 5    | Irland                    | Cillin Greene, Phil Healy, Sophie Becker, Christopher O'Donnell                              | 0.137    | 3:12.88 | q, NR |
| 5         | 4    | Tyskland                  | Marvin Schlegel, Corinna Schwab, Ruth Spelmeyer, Manuel Sanders                              | 0.189    | 3:12.94 | {NR   |
| 6         | 6    | Spanien                   | Samuel García, Laura Bueno, Aauri Bokesa, Bernat Erta                                        | 0.176    | 3:13.29 | NR    |
| 7         | 8    | Nigeria                   | Ifeanyi Emmanuel Ojeli, Imaobong Nse Uko, Samson Oghenewegba Nathaniel, Patience Okon George | 0.196    | 3:13.60 | AR    |

#### Heat 2
| Placering | Bane | Nation         | Deltagere                                                                  | Reaktion | Tid     | Noter     |
| --------- | ---- | -------------- | -------------------------------------------------------------------------- | -------- | ------- | --------- |
| 1         | 2    | Polen          | Dariusz Kowaluk, Iga Baumgart, Małgorzata Hołub-Kowalik, Kajetan Duszyński | 0.156    | 3:10.44 | Q, OR, AR |
| 2         | 9    | Holland        | Jochem Dobber, Lieke Klaver, Lisanne de Witte, Ramsey Angela               | 0.178    | 3:10.69 | Q         |
| 3         | 5    | Jamaica        | Sean Bailey, Junelle Bromfield, Stacey-Ann Williams, Karayme Bartley       | 0.180    | 3:11.76 | Q         |
| 4         | 6    | Storbritannien | Cameron Chalmers, Zoey Clark, Emily Diamond, Lee Thompson                  | 0.189    | 3:11.95 | q, NR     |
| 5         | 7    | Italien        | Edoardo Scotti, Alice Mangione, Rebecca Borga, Vladimir Aceti              | 0.184    | 3:13.51 | NR        |
| 6         | 4    | Ukraine        | Mykyta Barabanov, Kateryna Klymyuk, Alina Lohvynenko, Oleksandr Pohorilko  | 0.157    | 3:14.21 |           |
| 7         | 8    | Brasilien      | Pedro Burmann, Tiffani Marinho, Tábata de Carvalho, Anderson Henriques     | 0.185    | 3:15.89 | AR        |
| 8         | 3    | Indien         | Mohammad Anas Yahiya, Revathi Veeramani, Subha Venkatesan, Arokia Rajiv    | 0.158    | 3:19.93 |           |

### Finale
| Placering                        | Bane | Nation                    | Deltagere                                                                    | Reaktion | Tid             | Noter                                |
| -------------------------------- | ---- | ------------------------- | ---------------------------------------------------------------------------- | -------- | --------------- | ------------------------------------ |
| 1                                | 5    | Polen                     | Karol Zalewski, Natalia Kaczmarek, Justyna Święty-Ersetic, Kajetan Duszyński | 0.157    | 3:09.87         | OR                                   |
| 2. plads, sølvmedaljemodtager(e) | 6    | Den Dominikanske Republik | Lidio Andrés Feliz, Marileidy Paulino, Anabel Medina, Alexander Ogando       | 0.184    | 3:10.21         | NR                                   |
| 3                                | 4    | USA                       | Trevor Stewart, Kendall Ellis, Kaylin Whitney, Vernon Norwood                | 0.167    | 3:10.22         | SB                                   |
| 4                                | 7    | Holland                   | Liemarvin Bonevacia, Lieke Klaver, Femke Bol, Ramsey Angela                  | 0.209    | 3:10.36         | NR                                   |
| 5                                | 8    | Belgien                   | Dylan Borlée, Imke Vervaet, Camille Laus, Kevin Borlée                       | 0.165    | 3:11.51         | NR                                   |
| 6                                | 2    | Storbritannien            | Nicklas Baker, Nicole Yeargin, Emily Diamond, Cameron Chalmers               | 0.169    | 3:12.07         |                                      |
| 7                                | 9    | Jamaica                   | Sean Bailey, Stacey-Ann Williams, Tovea Jenkins, Karayme Bartley             | 0.208    | 3:14.95         |                                      |
| 8                                | 1    | Irland                    | Cillin Greene, Phil Healy, Sophie Becker, Christopher O'Donnell              | 0.140    | 3:15.04         |                                      |
|                                  | 3    | Tyskland                  | Marvin Schlegel, Corinna Schwab, Nadine Gonska, Manuel Sanders               | 0.182    | Diskvalificeret | Forkert genopretning af tabt stafet. |